# Nadace The Kellner Family Foundation
Nadaci The Kellner Family Foundation založili manželé Renáta a Petr Kellnerovi v roce 2009. V roce 2011 se na základě rozhodnutí správních rad rodinných nadací manželů Kellnerových sloučila s Nadací Educa. Všechny projekty Nadace Educa nadále pokračují pod hlavičkou Nadace The Kellner Family Foundation. Nadaci řídí tříčlenná správní rada, kterou řídí z pozice předsedkyně Renáta Kellnerová. Dalšími členy správní rady jsou Petra Dobešová a Radek Špíšek.
Manželé Kellnerovi podporují vzdělávací aktivity v České republice prostřednictvím svých nadací již více než 20 let a za tu dobu rozdělili přes 1,85 miliardy korun.
Nadace se zaměřuje na zvyšování kvality vzdělávání ve veřejných základních školách v České republice (projekt „Pomáháme školám k úspěchu“), podporuje sociálně znevýhodněné studenty gymnázia Open Gate a poskytuje granty českým studentům pro studium na zahraničních univerzitách (Projekt Univerzity). Obcím přispěla částkou 9 miliónů korun na zmírnění následků povodní v roce 2010. Během roku 2022 věnovala nadace téměř 15,5 milionu korun na projekty pomáhající s integrací ukrajinských uprchlíků do české společnosti. V dubnu 2023 poskytla finanční dar ve výši 500 milionů korun Fakultní nemocnici v Motole. Z této částky bude 300 milionů korun využito na vybudování Vědeckého a diagnostického onkologického centra v areálu motolské nemocnice. Zbývajících 200 milionů korun bude vědecké centrum čerpat na podporu vědecké činnosti postupně po otevření centra.
Finanční podpora míří také k dalším jednotlivcům a institucím na projekty z oblasti vzdělávání, kultury a podpory zdraví. Od svého založení v roce 2009 do roku 2022 jim nadace rozdělila celkem 1,14 miliardy korun. Ročně předá na dobročinné účely okolo 100 mil. Kč, přičemž v posledním roce tuto částku výrazně zvýšila. V roce 2022 poskytla dary ve výši 159 milionů korun, z toho získali 35 milionů korun formou sociálních stipendií studenti gymnázia Open Gate, 40 milionů korun putovalo do veřejných základních škol zapojených do projektu Pomáháme školám k úspěchu a 11 milionů korun nadace rozdělila mezi studenty převážně zahraničních univerzit v rámci projektu Univerzity. Částkou 73 milionů korun nadace podpořila také projekty z oblasti vzdělávání, sportu, kultury a podpory zdraví, včetně darů těm, kteří se aktivně zapojili do pomoci ukrajinským uprchlíkům.

## Projekty
Své úsilí a finanční prostředky nadace směřuje především do tří vlastních projektů :
- Z projektu Open Gate poskytuje stipendium studentům stejnojmenného gymnázia, které je od roku 2005 v Babicích u Prahy.[10] Každoročně sociální stipendium získá zhruba třetina studentů gymnázia Open Gate[11] a nadace na ně vydá okolo 40 milionů korun.[12] Celkově na gymnáziu studovalo nebo studuje díky sociálním stipendiím Nadace The Kellner Family Foundation od roku 2005 celkem 384 studentů, což je zhruba polovina všech studentů Open Gate od založení gymnázia.[13][14] Těmto studentům již bylo na stipendiích rozděleno přes 765 milionů korun.[15]
- Prostředky z projektu Univerzity jsou určeny pro poskytování grantů českým studentům na zahraničních univerzitách. V akademickém roce 2022/2023 získalo grant 59 studentů a studentek.[16] Za 13 let už nadace rozdělila mezi 258 absolventů středních škol z celé České republiky 116 milionů Kč na školné a další náklady spojené s univerzitním studiem.[17]
- V roce 2011 nadace zahájila nový projekt Pomáháme školám k úspěchu, který je zaměřený na vzdělávání učitelů a ředitelů veřejných základních škol a dosahování vysoké kvality výuky v těchto školách.[18][19] V roce 2020 se zásadně rozšířil počet veřejných základních škol zapojených do projektu.[12] V roce 2023 projekt působí na 106 veřejných ZŠ po celé České republice, je do něj začleněno zhruba 3 000 pedagogů a jejich prostřednictvím téměř 40 000 žáků. Desítky odborníků podporují profesní vzdělávání pedagogů v zapojených školách, rozvoj čtenářství, kritické gramotnosti žáků a nově i pisatelství.[20][21] Od roku 2010 vyčlenila nadace pro veřejné základní školy už více než 400 milionů korun.[15]
- Další z projektů se jmenoval Science.[22] Podpora z projektu byla určena výjimečným vědeckým osobnostem s mezinárodním úspěchem, ale také začínajícím talentům, nevyjímaje čerstvé absolventy lékařských či přírodovědných fakult. V roce 2013 obdržely tři výzkumné skupiny čtyř- a pětileté granty a byla jim rozdělena částka v celkové výši 8,5 mil. Kč. Získaly od nadace příspěvek v celkové výši 38 mil. Kč.[23] Grant obdržel například tým doc. RNDr. Jana Brábka, Ph.D., který je vedoucím výzkumu chování nádorových buněk na katedře buněčné biologie Přírodovědecké fakulty UK Praha,[24] dále tým Mgr. Jaroslava Truksy, Ph.D. z Biotechnologického ústavu Akademie věd v Praze[25] a tým prof. MUDr. Jiřího Bárteka, CSc., který vede laboratoř v Centru pro výzkum rakoviny v dánské Kodani a rovněž působí v Ústavu molekulární a translační medicíny v Olomouci.[26]